# Indalmus bivittatus
Indalmus bivittatus là một loài bọ cánh cứng trong họ Endomychidae. Loài này được Percheron miêu tả khoa học năm 1837.